# Рикошет (фільм)
Рикошет (англ. Ricochet) — американський трилер 1991 року.

## Сюжет
Патрульний Нік Стайлс запобіг пограбуванню і заарештував злочинця Блейка. Все це було знято на камеру, в результаті Нік стає знаменитим. Через декілька років він вже працює на посаді помічника прокурора Лос-Анджелеса. У цей час Блейк тікає з тюрми і для початку хоче помститися за своє перебування в неволі. Але він не хоче смерті Ніка, а збирається перетворити його життя на справжнє пекло. Блейк фабрикує докази злочинів, які нібито вчинив Нік.

## У ролях
| Актор              | Роль               |
| ------------------ | ------------------ |
| Дензел Вашингтон   | Нік Стайлс         |
| Джон Літгоу        | Ерл Телбот Блейк   |
| Айс-Ті             | Одеса              |
| Кевін Поллак       | Ларрі Дойл         |
| Ліндсі Вагнер      | Прісцилла Брімлей  |
| Мері Еллен Трейнор | Гейл Волленс       |
| Джош Еванс         | Кім                |
| Вікторія Діллард   | Еліс               |
| Джон Еймос         | Преподобний Стайлс |
| Джон Котрен        | член ради Ферріс   |
| Лінда Дона         | Ванда              |

| Актор               | Роль          |
| ------------------- | ------------- |
| Метт Ландерс        | шеф Флойд     |
| Ліделл М. Чешьє     | Ер Сі         |
| Старлетта Дюпуа     | місіс Стайлс  |
| Шерман Говард       | Кайлі         |
| Вівека Девіс        | няня          |
| Кімберлі Наташа Алі | Ліза Стайлс   |
| Ейліа Джонс         | Моніка Стайлс |
| Джессі Вентура      | Чевальскі     |
| Рік Крамер          | Джессі        |
| Мігель Сандовал     | Вака          |
| Карлос Лакамара     | Луїс          |

## Саундтрек
| Список треків | Список треків          | Список треків |
| #             | Назва                  | Тривалість    |
| ------------- | ---------------------- | ------------- |
| 1.            | «Ricochet - Ice-T»     | 5:06          |
| 2.            | «Main Title»           | 2:15          |
| 3.            | «Showdown»             | 2:27          |
| 4.            | «Gladiator Fight»      | 2:29          |
| 5.            | «The Escape»           | 2:07          |
| 6.            | «Viking Funeral»       | 1:08          |
| 7.            | «Power Out»            | 5:33          |
| 8.            | «Bed and Breakfast»    | 2:59          |
| 9.            | «Drunken Nick»         | 1:18          |
| 10.           | «Nazi Bookstore»       | 1:14          |
| 11.           | «Nick Styles Show»     | 2:01          |
| 12.           | «Blake Gets the Point» | 5:23          |
| 13.           | «Silver Pictures Logo» | 0:19          |
| 34:19         |                        |               |